# Lema de Grönwall
Em matemática, o lema de Grönwall estabelece uma importante estimativa aplicável à desigualdade envolvendo derivadas ou integrais. Existem duas versões do lema, a integral e a diferencial.
O Lema de Grönwall é uma ferramenta usada para obter variadas estimativas em equações diferenciais ordinárias.
Em particular, é usado para provar a unicidade de uma solução para o valor inicial do problema (como no Teorema de Picard-Lindelöf).
O Lema de Grönwall é nomeado a partir de Thomas Hakon Grönwall (1877-1932).

## Versão Integral
Se, para {\displaystyle t_{0}\leq t\leq t_{1}},
{\displaystyle \phi (t)\geq 0} e {\displaystyle \psi (t)\geq 0} são funções contínuas tais que a desigualdade
{\displaystyle \phi (t)\leq K+L\int _{t_{0}}^{t}\psi (s)\phi (s)\,\mathrm {d} s}
se mantenha em {\displaystyle t_{0}\leq t\leq t_{1}}, com {\displaystyle K} e {\displaystyle L} sendo constantes positivas, então
{\displaystyle \phi (t)\leq K\exp \left(L\int _{t_{0}}^{t}\psi (s)\,\mathrm {d} s\right)}
sendo {\displaystyle t_{0}\leq t\leq t_{1}.}

### Demonstração
É fácil ver que:
{\displaystyle {\frac {\phi (t)}{K+L\int _{t_{0}}^{t}\psi (s)\phi (s)\,\mathrm {d} s}}\leq 1}
definindo {\displaystyle u(t):=K+L\int _{t_{0}}^{t}\psi (s)\phi (s)\,\mathrm {d} s}, temos:
{\displaystyle {\frac {u'}{u}}\leq L\psi (s)}
Integrando entre {\displaystyle t_{0}\,} e {\displaystyle t\,}, obtemos:
{\displaystyle \ln u-\ln u(t_{0})\leq L\int _{t_{0}}^{t}\psi (s)ds}
Usando exponenciais:
{\displaystyle u(t)\leq u(t_{0})\exp \left(L\int _{t_{0}}^{t}\psi (s)ds\right)}
como {\displaystyle u(t_{0})=K\,} e {\displaystyle \phi (t)\leq u(t)\,}, vale:
{\displaystyle \phi (t)\leq K\exp \left(L\int _{t_{0}}^{t}\psi (s)ds\right)}

## Versão Diferencial
Seja {\displaystyle u(t)\,} uma função não negativa e diferenciável em {\displaystyle [0,T]\,}, que satisfaz:
{\displaystyle u'(t)\leq f(t)u(t)+g(t)\,}, onde {\displaystyle f(t)\,} e {\displaystyle g(t)\,} são funções integráveis em [0,T].
Então:
- {\displaystyle u(t)\leq u(0)e^{\int _{0}^{t}f(\tau )d\tau }+\int _{0}^{t}g(s)e^{\int _{s}^{t}f(\tau )d\tau }ds,~\forall t\in [0,T]\,}

Se {\displaystyle f(t)\,} e {\displaystyle g(t)\,} forem não negativas, então a expressão se simplifica a:
{\displaystyle u(t)\leq e^{\int _{0}^{t}f(\tau )d\tau }\left[u(0)+\int _{0}^{t}g(s)ds\right],\forall t\in [0,T]\,}

### Demonstração
Basta multiplicar a expressão pelo fator integrante {\displaystyle e^{\int _{0}^{t}f(\tau )d\tau }\,} e rearranjar os termos:
{\displaystyle \left(u(t)e^{-\int _{0}^{t}f(\tau )d\tau }\right)'\leq g(t)e^{-\int _{0}^{t}f(\tau )d\tau }\,}
Integra-se de 0 a t:
{\displaystyle u(t)e^{-\int _{0}^{t}f(\tau )d\tau }-u(0)\leq \int _{0}^{t}g(s)e^{-\int _{0}^{s}f(\tau )d\tau }ds\,}
{\displaystyle u(t)\leq e^{\int _{0}^{t}f(\tau )d\tau }\left[u(0)+\int _{0}^{t}g(s)e^{\int _{s}^{t}f(\tau )d\tau }ds\right]\,}